# Завод азотних добрив у Хелвані
Завод азотних добрив у Хелвані – підприємство єгипетської хімічної промисловості, споруджене на південній околиці каїрської агломерації.
Завод, який розпочав роботу в 2007 році,  має річну потужність з випуску 400 тисяч тон аміаку та 650 тисяч тон сечовини.
Головною сировиною для підприємства є природний газ в обсягах 1,2 млн м3 на добу (при роботі на повній потужності). Майданчик заводу розташований неподалік від траси Каїрського газопровідного кільця та газового хабу Дашур, до якого виходять газопроводи Абу-Ель-Гарадік – Дашур, Амірія – Дашур та Ідку – Дашур (останній з 2014 року). 
Проект реалізували через компанію Helwan Fertilizers Co. (HFC), власниками якої передусім є належні державі компанії та інституції – фонди соціального страхування Social Insurance Fund For Government Employees та Social Insurance Fund For Public and Private Employees (15% та 5%), хімічні компанії Abu Qir fertilizer and chemical industries (17%, має завод азотних добрив у Александрії) та Al-Nasr for Coke and Chemicals (10%, мала на сусідньому майданчику коксохімічний завод, який також продукував азотні добрива) та інші. Крім того, 5% має саудійський Faisal Islamic Bank of Egypt.